# Axel Holmström (ishockeyspelare)
Nils Axel Holmström, född 29 juni 1996 i Arvidsjaur, är en svensk professionell ishockeyspelare som spelar för Sport i finska högstadivisionen Liiga. 
I NHL-draften 2014 blev han draftad i sjunde rundan, som nummer 196 totalt, av Detroit Red Wings.
Holmström var med och vann silver vid junior-VM 2014, han var även med i U18-VM 2014.
Under SM-slutspelet 2014/2015 gjorde Holmström 18 poäng på 15 matcher när Skellefteå tog silver. I och med detta slog han Daniel och Henrik Sedins tidigare rekord för flest poäng av en junior under ett SM-slutspel.

## Klubbar
- Skellefteå AIK 2010–